# Lay (Loire)
Lay település Franciaországban, Loire megyében. Lakosainak száma 764 fő (2022. január 1.). Lay Régny, Fourneaux, Amplepuis és Saint-Symphorien-de-Lay községekkel határos.

## Népesség
A település népességének változása:
| Lakosok száma | 644  | 616  | 687  | 689  | 722  | 739  | 745  | 749  | 754  | 764  |
|               | 1968 | 1982 | 1990 | 2006 | 2013 | 2015 | 2017 | 2019 | 2020 | 2022 |